# Sonoritat
La sonoritat és un tret dels sons de la parla segons si s'articulen amb vibració de les cordes vocals (sons sonors) o sense aquesta vibració (sons sords). La sonoritat és un dels paràmetres usats en fonètica per a descriure un so. Els altres són el punt d'articulació i el mode d'articulació.
La sonoritat és una mesura subjectiva de la intensitat sonora que percep l'oïda humana. D'aquesta manera es pot classificar el que s'entén per so fort o fluix. Concretament, en fonètica fa referència a la vibració de les cordes vocals que es produeix durant la pronunciació de sons. L'aire procedent dels pulmons travessa la glotis, que és l'espai obert entre les dues cordes vocals inserides a la laringe. El control voluntari dels músculs laringis fa possible la configuració adduïda (amb vibració de les cordes vocals) o abduïda (sense vibració de les cordes vocals) de la glotis.
Un so és sonor quan s'emet amb la glotis adduïda (oberta), és a dir, tot permetent la vibració de les cordes vocals. Cadascun dels moviments d'obertura i tancament de la glotis durant la vibració s'anomena cicle glotal. Segons la teoria aerodinàmico-mioelàstica de la fonació, el procés de vibració mostra les etapes següents: 
- les cordes vocals es troben adduïdes, registren una certa tensió i el nivell de la pressió de l'aire subglotal esdevé superior al nivell de la pressió de l'aire supraglotal.
- Gràcies a aquestes condicions, es fa possible l'obertura de la glotis i la sortida d'aire a les cavitats supraglotals. Al seu pas per la glotis, es produeix un augment de la velocitat de l'aire i un descens de la pressió exercida contra les parets interiors de les cordes vocals.
- Per aquest motiu, i gràcies a la seva elasticitat, les cordes vocals s'aproximen l'una a l'altra i la glotis es tanca. Durant la producció d'un so sonor, els moviments d'obertura i tancament glotals es repeteixen successivament (cicles glotals), to creant una ona glotal.

Un so és sord quan s'emet amb la glotis abduïda (tancada) i, per tant, sense aquesta vibració.

## En català
En català són sordes només aquestes consonants: 
- les oclusives [p], [t], [k] (i en mallorquí la palatal [c])
- les africades [ts], [tʃ]
- les fricatives [f], [s], [ʃ]

Són sonores totes les vocals, i tota la resta de consonants.
En algunes circumstàncies inusuals, segons el context fònic, es poden articular sordes algunes de les nasals, laterals o vibrants.